# Asthenes
Asthenes là một chi chim trong họ Furnariidae.